# Социальная помощь в Австрии
Социальная помощь в Австрии является минимально гарантированным прожиточным минимумом, который предоставляется австрийским государством. Это должно помочь людям, нуждающимся в помощи, вести достойную жизнь.
Каждая из девяти федеральных земель Австрии регулирует социальную помощь в соответствии со своим собственным законом о социальной помощи. Таким образом, в различных федеральных землях законы развивались по-разному и иногда имеют существенные различия. Законы обычно обеспечивают предоставление социального и культурного прожиточного минимума. С 1 сентября 2010 года в качестве сотрудничества всех федеральных земель был введен минимально гарантированный доход на основе потребностей в качестве замены социальной помощи. Далее он будет преобразован в Закон о социальном обеспечении, который, как ожидается, вступит в силу с 1 Апреля 2019 года.
В Штирии, используются обе модели социальной помощи.
Пособия по-прежнему выплачиваются как в соответствии с ранее действовавшими принципами получения социальной помощи (включая лиц с карточками Rot-Weiss-Rot-Plus) так и по новой модели минимально гарантированного дохода (граждане Австрии, граждане ЕЭЗ, лица соискатели убежища, и т. д.).

## Содержание
Общим для всех девяти законах в федеральных землях в является следующее:
- Денежные пособия, чтобы удовлетворить жизненно важные потребности человека
- Помощь в особых жизненных ситуациях (без юридических прав)
- Социальные услуги (без юридических прав)

## Субсидии
Социальная помощь предоставляется в соответствии с принципом субсидиарности, то есть только в том случае, если средства к существованию не могут быть обеспечены ни за счет собственных средств, ни с помощью семьи, ни с помощью социального обеспечения или другого пособия.
Большинство безработных, получающие доступ к пособию по безработице, имеют неограниченное по времени право на экстренную помощь в виде страхового возмещения (финансируется государством). Пособие по безработице и экстренная помощь будут реформированы в 2019 году. Таким образом, социальная помощь по существу важна для лиц, которые не могут постоянно работать, или в качестве дополнительной помощи для семей.

## Размер социальной помощи (минимальный доход) в отдельных федеральных землях
| все значения в евро                              | Вена   | Зальцбург | Штирия                       | Нижняя Австрия | Верхняя Австрия           | Бургенланд                   | Форарльберг          | Каринтия                     |
| ------------------------------------------------ | ------ | --------- | ---------------------------- | -------------- | ------------------------- | ---------------------------- | -------------------- | ---------------------------- |
| Одинокий человек, одинокая мать, одинокий отец   | 837,76 | 844,46    | 844,46                       | 844,46         | 921,30                    | 845,00                       | 633,91               | 844,46                       |
| Пары (на человека)                               | 628,32 | 633,35    | 633,35                       | 633,35         | 649,10                    | 634,00                       | 473,58               | 633,35                       |
| Взрослые дети, имеющие право на семейное пособие | 418,88 |           | 422,23                       |                |                           | 254,00                       | 315,73               | 422,23                       |
| Несовершеннолетние дети (на одного ребёнка)      | 226,20 | 177,34    | 1 - 3 ребёнка 152,00         | 194,23         | 1 - 3 ребёнка 212,00      | 162,00                       | 1 - 3 ребёнка 184.01 | 1 - 3 ребёнка 152,00         |
| Несовершеннолетние дети (на одного ребёнка)      |        |           | Начиная с 4го ребёнка 126,67 |                | Начиная с 4го ребёнка 184 |                              | 4 - 6 детей 126.60   | Начиная с 4го ребёнка 126,67 |
| Несовершеннолетние дети (на одного ребёнка)      |        |           |                              |                |                           | Начиная с 7го ребёнка 101,30 |                      |                              |

## Отчеты, документы
1. ↑  104/ME (XXVI. GP) - Sozialhilfe-Grundsatzgesetz, Sozialhilfe-Statistikgesetz (нем.). www.parlament.gv.at. Дата обращения: 7 августа 2019. Архивировано 15 октября 2019 года.
2. ↑  Mindestsicherungsrechner: Mindestsicherung berechnen, beantragen (нем.). Дата обращения: 12 ноября 2017.
 Архивная копия от 21 июня 2019 на Wayback Machine
3. ↑  Bedarfsorientierte Mindestsicherung – noe.arbeiterkammer.at (нем.). Дата обращения: 12 ноября 2017.
 Архивная копия от 3 января 2019 на Wayback Machine
4. ↑  Bedarfsorientierte Mindestsicherung – ooe.arbeiterkammer.at (нем.). Дата обращения: 12 ноября 2017. Архивировано 19 ноября 2018 года.
 Архивная копия от 19 ноября 2018 на Wayback Machine
5. ↑  Anspruch: Burgenland.at (нем.). Дата обращения: 12 ноября 2017.
 Архивная копия от 3 сентября 2018 на Wayback Machine
6. ↑  Mindestsicherung in Vorarlberg – vbg.arbeiterkammer.at (нем.). Дата обращения: 12 ноября 2017.
 Архивная копия от 7 августа 2019 на Wayback Machine